# Mine d'uranium de Saghand

Carte des installations nucléaires iraniennes

La Mine d'uranium de Saghand, parfois orthographiée Sagand ou Sagend (en persan : ساغند) est située dans le Grand désert salé Dasht-e Kavir à environ 60 km à l'ouest du village de Kharanaq et à 100 km au nord-est de la ville de Yazd en Iran. 

## Gisement
Les réserves sont estimées à 3 000 à 5 000 tonnes d'oxyde d'uranium à une densité de 500 ppm sur une surface de 100 à 150 km².
Le Think tank américain ISIS estime la production de la mine de Saghand à 50 tonnes d'uranium par an.

## Historique
En octobre 1989, l'Iran annonce vouloir construire une usine de traitement du minerai d'uranium à proximité de la mine de Saghand. 
En février 2003, le président iranien Mohammad Khatami annonce le démarrage de l'exploitation du gisement d'uranium de Saghand, et la construction d'une usine d'enrichissement de l'uranium à Natanz
.
En octobre 2010, l'agence d'information iranienne annonce que l'Iran prévoit d'exploiter l'uranium à Saghand prochainement. Le minerai serait alors traité à Ardakan,.
En avril 2013, l'Iran inaugure deux mines d'uranium à Saghand.
D'après les données de l'OCDE et de l'Association nucléaire mondiale publiées en 2014, la production cumulée d'uranium de l'Iran jusqu'en 2013 atteint seulement 59 tonnes de yellow cake.

## Minéraux

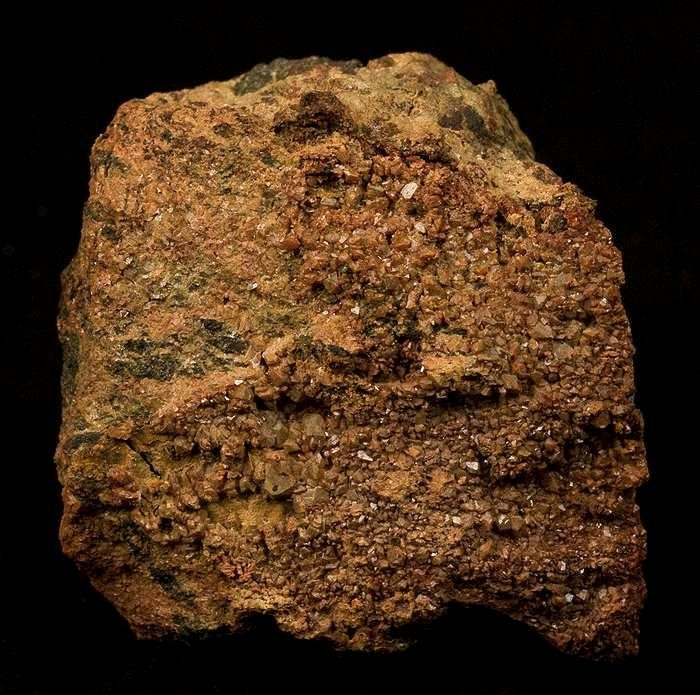
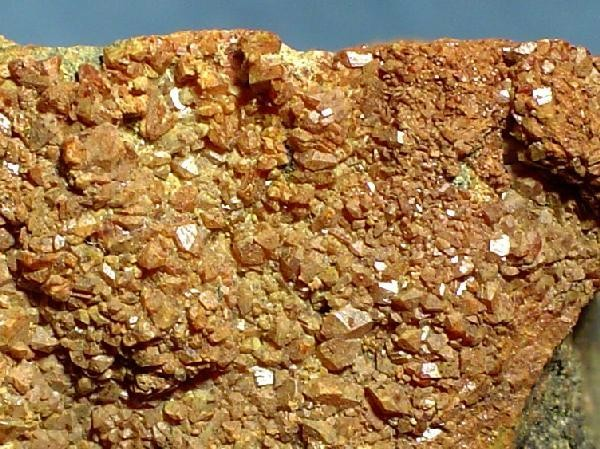
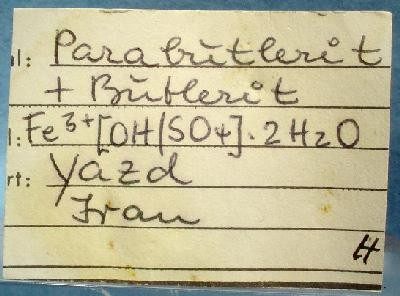
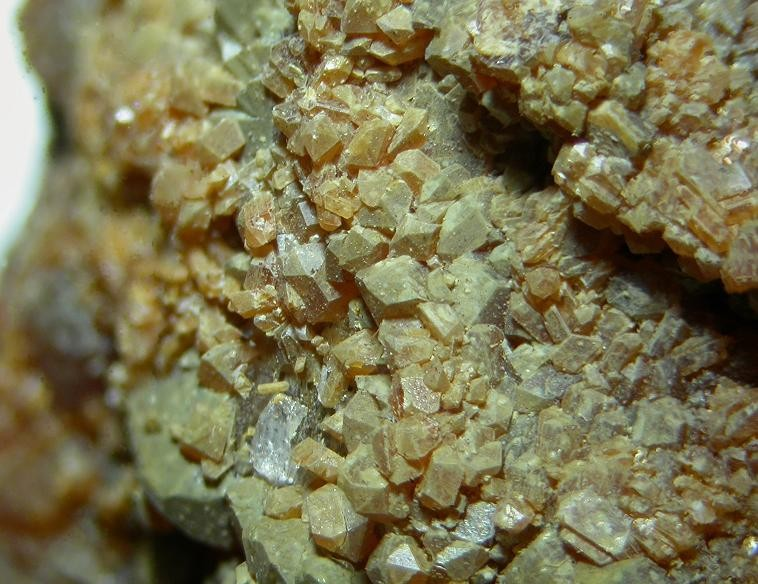